# Fritz Nölle
Fritz Nölle (* 19. Mai 1899 in Lüdenscheid; † 14. November 1980 ebenda) war ein deutscher Schriftsteller.

## Leben
Fritz Nölle absolvierte nach dem Besuch der Volksschule ein Lehrerseminar und war anschließend als Volksschullehrer in Lüdenscheid und von 1929 bis 1945 in Dortmund tätig. Ab 1940 war er als Landesleiter der Reichsschrifttumskammer für Westfalen ein Vertreter der nationalsozialistischen Kulturpolitik.
1941 erklärten er und andere regionale Autoren wie Josefa Berens-Totenohl, Heinrich Luhmann oder Maria Kahle in der NS-Zeitschrift Heimat und Reich, dem Zentralorgan der westfälischen Kultur- und Literaturpolitik, sich in einem „Kriegsbekenntnis westfälischer Dichter“ zu „Soldaten des Wortes“. Nölle trug bei dieser Gelegenheit eine kriegspropagandistische Erzählung „aus dem Polenkrieg 1939“ vor, nämlich vom „Opfertod einer deutschen Frau und ihres Kindes“.
Nach dem Ende des Nationalsozialismus war er wieder Lehrer in Lüdenscheid. Weiterhin veröffentlichte er literarische Texte.

## Ehrungen
- 1944: Kulturpreis des Gaus Westfalen-Süd

## Rezeption
Fritz Nölles literarisches Werk umfasst vorwiegend Romane und Erzählungen. Seinen größten Erfolg hatte er mit einer Romantrilogie, bestehend aus den Bänden Das Haus der Väter (1934), Die jungen Leute (1934) und Das hinkende Jahrzehnt (1937), in der er ein satirisches Gesellschaftspanorama seiner Heimatstadt präsentierte.
Die Literaturwissenschaftlerin Renate von Heydebrand urteilt über Nölles Romanwerk, es sei „an literarischer Kritik sicher nur drittrangig“ und stehe für „die speziell aus der Geschichte der Heimatbewegung sich aufdrängende tendenzielle Kontinuität der deutsch-nationalen, antisemitischen, idealistisch-antikapitalistischen und zugleich strikt antisozialdemokratischen Parteinahme vor 1900 – mit ihrer Konsequenz, der Ablehnung der Weimarer Demokratie – hin zur 'völkischen Erneuerung' 1933“ (von Heydebrand, 1983).
Seine Schriften würden dessen ungeachtet „noch heute im Heimatraum gern gelesen“, hieß es demgegenüber 1987.

## Schriften
- Das Haus der Väter, Hamburg 1934
- Die jungen Leute, Hamburg 1935
- Das hinkende Jahrzehnt. H. Köhler, Hamburg 1937. Die 1938 in der Berliner Niederlassung des Franz-Eher-Verlages erschienene Ausgabe wurde in der Deutschen Demokratischen Republik auf die Liste der auszusondernden Literatur gesetzt.[3]
- Der Mantel Gottes, Leipzig 1939
- Eisenbart vor Gericht, München 1940
- Die gläserne Wand, Leipzig 1940
- Das verschlossene Herz, Leipzig 1940
- Der Weg nach Hause, München 1940
- Herrn Kesperleins seltsame Reise, München 1942
- Die Auferstehung des Kandidaten Jobs, München 1943
- Die Getreuen, München 1943
- Das junge Leben, München 1943
- Sickingens Ring, München 1943
- Junge Magelone, Hamburg 1948
- Kasperle und Tausendschön, Düsseldorf 1948
- Amtmann Pütt, Hamburg 1949
- König Hirschjäger und andere Märchen, Düsseldorf 1949
- Kasperle in Afrika, Düsseldorf 1950
- Liebe auf dem Lande, Bamberg 1950
- Stropp, Hamburg 1950
- 100 Jahre im Dienste der Allgemeinheit, Wiedenbrück 1955
- 110 Jahre im Dienste der Allgemeinheit, Lüdenscheid 1955
- Lüdenscheider Anekdoten, Lüdenscheid 1960